# Квіритська власність
Квіритська власність — в римському праві найдавніший вид власності («по праву квіритів» — ех iure Quiritium), суб'єктами якої могли бути римські громадяни або ті з іноземців, яким було даровано ius commercii (право торгівлі).
Майно, що знаходилося в квіритській власності ділилися на:
- манциповане (res mancipi — раби і приручена робоча і в'ючна худоба), угоди щодо якого відбувалися шляхом обряду манципації;
- неманциповане (res nec mancipi — решта худоби і рухоме майно), угоди щодо якого не вимагали манципації. Пізніше до res mancipi були віднесені земля і сільські сервітути.